# 오구리 캡 기념
오구리 캡 기념은 기후현 지방경마조합이 카사마츠 경마장에서 시행하는 지방경마의 중상경주(SPI)이다.정식 명칭은 "농림수산대신상전 오구리 캡 기념(農林水産大臣賞典 オグリキャップ記念)".

부상은 농림수산대신상, 지방 경마 전국 협회 이사장상, 전국 공영 경마 주최자 협의회 회장상, 일반 사단 법인 일본 지방 경마 마주 진흥 협회 회장상, 도카이 지방 공영 경마 협의회 회장상, 일반 사단 법인 기후현 마주회 회장상, 기후 현 지방 경마 조합 관리자 상(2019년 기준)이다.

## 개요

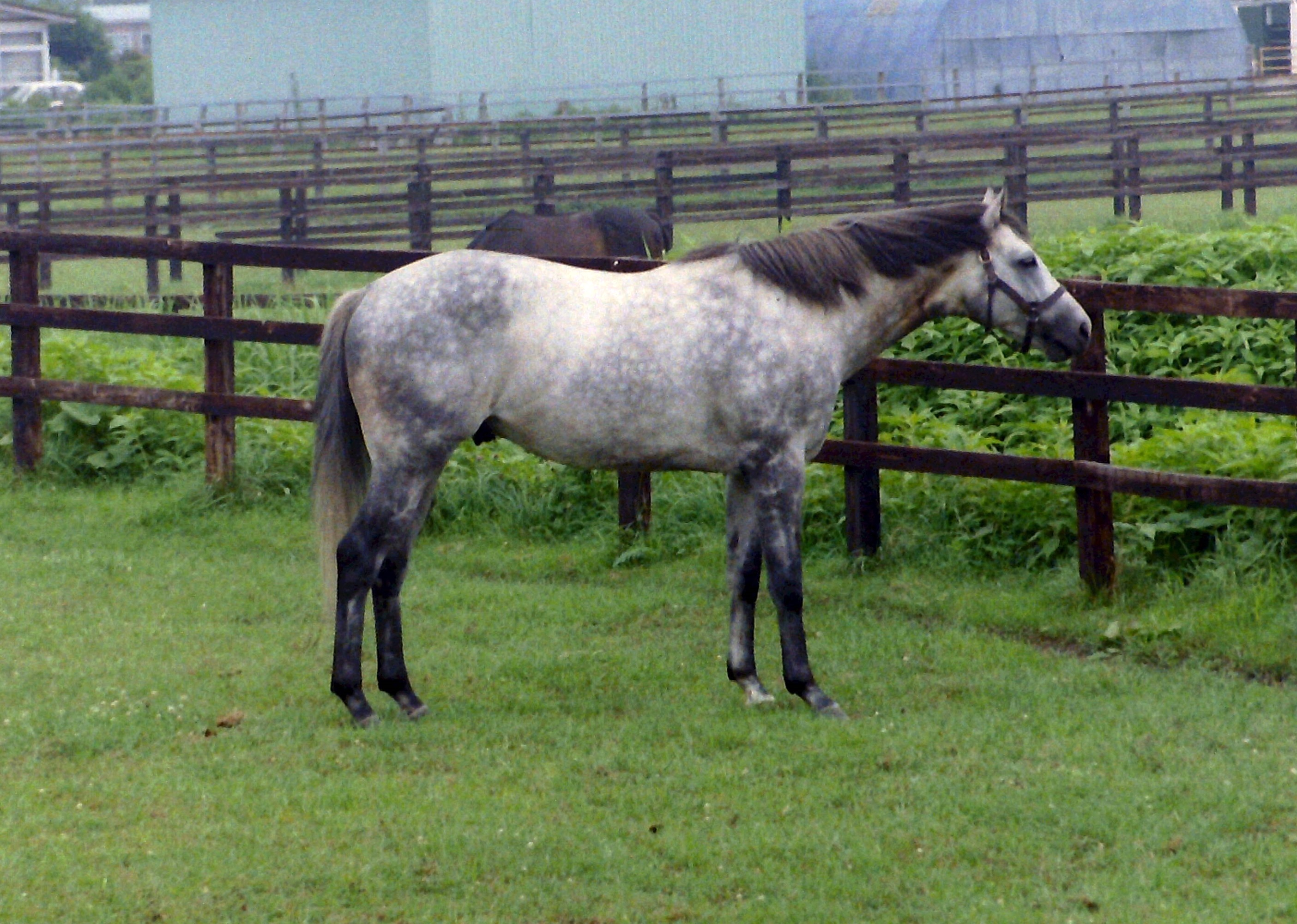
오구리 캡 (1985 - 2010)

카사마츠 경마 출신으로 중앙 경마로 이적한 뒤 GI 경주 4 승 등 경마계에서 활약 한 오구리 캡의 공적을 기념하여 1992년에 창설된 대회이다.
1995년부터 전일본 서러브레드 컵(1997년에 재개)과 기능을 통합함과 동시에 중앙 경마 및 타 지구 소속마도 출주할 수 있는 중앙·지방 전국 지정 교류 경주로 지정되었다. 1997년부터는 더트 경주 등급 위원회에 의해서 GII(통일 GII)로 등급 설정되었다.
2005년은 적자 예산이어서 중상 경주의 수정이 이루어졌기 때문 다트 경주 등급 위원회의 그레이드에서 벗어나고, 중앙 및 지방 전국 교류 대회에서는 없는 토카이·호쿠리쿠·킨키 교류 경주에 변경되었다.또한 개최일에는 오구리 캡이 "귀향"하여 많은 관객이 몰려들었다.
2005년은 예산이 적자를 기록하여 중상 경주로 변경 이루어졌기 때문에 더트 경주 등급 위원회의 그레이드에서 벗어나, 중앙 및 지방 전국 교류 대회에서는 없는 토카이·호쿠리쿠·킨키 교류 경주로 변경되었다. 또한 개최일에는 오구리 캡이 "귀향"하여 많은 관객이 몰려들었다.
2008년에 지방 경마 전국 교류로 조건이 변경되었다.

### 조건 상금 (2020년)
출주 조건
서러브레드 계 4 세 이상. 지방, 전국 교류.
부담 중량
별정 (수컷 56kg, 암컷 54kg)
상금액
1등 1200 만엔, 2등 300 만엔, 3등 132 만엔, 4등 72 만엔, 5등 36 만엔 .

## 역사
- 1992년 : 카사마츠 경마장의 다트 2500m의 공영 동해 소속의 4 세 이상 10 세까지의 핸디캡 중상 경주, 오구리 캡 기념으로 창설.
- 1995년 : 중앙 · 지방 전국 지정 교류 경주로 지정, 출주 조건을 핸디캡에서 정 중량으로 변경.
- 1997년 : 더트 경주 등급 위원회에 GII (통일 GII)로 선정된다.
- 1998년 : 출주 조건을 정 중량에서 등급 별 정 무게로 변경.
- 2001년 : 경주마의 연령 표시의 국제 기준 변경에 따라 출주 조건이 3세 이상 ~ 9 세이하로 변경.
- 2005년 : 笠松경마장 폐지 문제의 영향으로 다트 그레이드 경주 (통일 GII)에서 철수, 토카이 호쿠리쿠 킨키 지역 교류 경주 (SPI) 시행 거리 다트 1900m로 변경.
- 2008년 : 현지 국내 교류 경주로 지정, 시행 거리 더트 2500m 취소[2] .
- 2021년 : 카사마츠 경마장의 승부 조작 문제 발각에 따른 제제로 개최 중지.